# Мирнинське сільське поселення (Олов'яннинський район)
Ми́рнинське сільське поселення (рос. Мирнинское сельское поселение) — сільське поселення у складі Олов'яннинського району Забайкальського краю Росії.
Адміністративний центр — селище Мирна.

## Історія
Станом на 2002 рік селище Маяк перебувало у складі Уртуйського сільського округу.
2014 року було утворено селище Радость шляхом виділення частини із селища Мирна, однак 2021 року селище Радость було ліквідовано та повернуто до складу селища Мирна.

## Населення
Населення сільського поселення становить 1190 осіб (2019; 1501 у 2010, 1933 у 2002).

## Склад
До складу сільського поселення входять:
| Населений пункт | Населення, осіб (2002) | Населення, осіб (2010) |
| --------------- | ---------------------- | ---------------------- |
| Маяк, селище    | 193                    | 134                    |
| Мирна, селище   | 1740                   | 1367                   |
| Радость, селище | -                      | -                      |